# 尼加拉瓜—俄羅斯關係
俄罗斯－尼加拉瓜关系（西班牙語：Relaciones Rusia-Nicaragua）是指俄罗斯和尼加拉瓜之间的双边关系。尼加拉瓜与俄罗斯的前身苏联在1979年建交。近年来，随着桑地诺民族解放阵线重新成为尼加拉瓜执政党，两国关系有了极大的提升，俄罗斯开始加强对尼加拉瓜的人道主义援助与外交合作，而尼加拉瓜则多次在国际场合公开表达对俄罗斯及其政策的支持，尼加拉瓜也与委内瑞拉、古巴一道被视为俄罗斯在拉丁美洲最重要的盟友。

## 政治合作
1978年，在苏联的支持下，桑地诺民族解放阵线在尼加拉瓜武裝推翻了奉行反共主义的索摩查家族，两国也在1979年10月18日建立正式外交关系，在此期间，苏联共产党与桑地诺民族解放阵线签订了一系列的合作计划，在经济上也向尼加拉瓜提供了一些贸易、贷款和技术支持的援助，帮助尼加拉瓜修筑医院并提供了一些药品补给，苏联政府亦帮助文教水平不高的尼加拉瓜提高公民识字率，支持桑解阵在农村地区实行的扫盲运动，并接收了一些尼加拉瓜留学生。尼加拉瓜革命期间，苏联向尼加拉瓜提供武器并派出军事顾问协助桑地诺民族解放阵线抵抗康特拉。但在1985年戈尔巴乔夫上台后，苏联开始调整对尼加拉瓜政策，最终终止了对尼加拉瓜的援助。

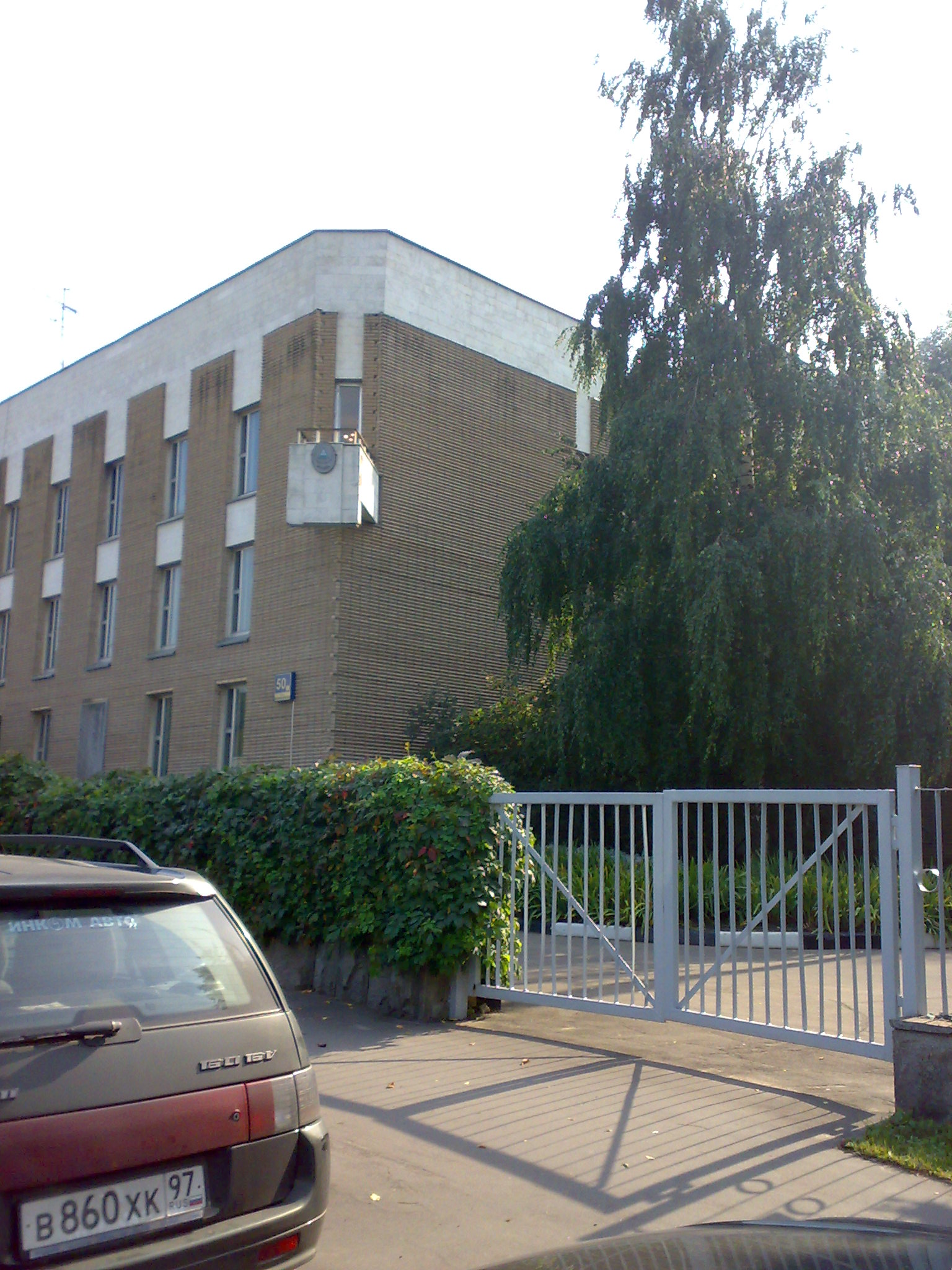
尼加拉瓜驻俄羅斯大使馆

冷战结束后，苏联解体，由俄罗斯联邦继承前苏联与尼加拉瓜的外交关系。但在比奥莱塔·查莫罗等非桑地诺民族解放阵线的政治人物先后于1990年至2007年担任尼加拉瓜总统期间，两国关系相对冷淡。2007年，丹尼尔·奥尔特加重新当选为尼加拉瓜总统，两国的关系又得到了显著的加强，在2008年的俄格战争后，尼加拉瓜政府与俄罗斯政府一道，承认了阿布哈兹与南奥赛梯为独立国家，此举导致对此两地宣称拥有主权的格鲁吉亚宣布与尼加拉瓜断交。与此同时，俄罗斯也提出加强与尼加拉瓜的关系，并向尼加拉瓜提供援助，帮助尼加拉瓜重建受飓风破坏的地区。而美国商务部长也因此取消了计划前往尼加拉瓜的行程，美国驻马来西亚大使更对此表示访问的时机不适当。同年，尼加拉瓜总统奥尔特加访问了俄罗斯，并与俄罗斯总统德米特里·梅德韦杰夫举行了会谈，两国元首讨论了农业领域、航天科技领域的合作事宜。
2014年，俄羅斯兼併克里米亞后，尼加拉瓜政府表达了对俄罗斯政府的支持，并承认克里米亞共和國与塞瓦斯托波尔为俄罗斯的领土，同年7月，俄罗斯总统蒲亭对尼加拉瓜进行了国事访问，并与尼加拉瓜总统丹尼尔·奥尔特加举行了会谈，探讨加强两国的合作。其后，尼加拉瓜于2020年在克里米亚半岛开设驻俄名誉领事馆，从而导致对于克里米亚半岛拥有法定主权的乌克兰对尼加拉瓜实施经济制裁。
2022年俄罗斯入侵乌克兰后，尼加拉瓜總統丹尼爾·奧蒂嘉表示支持普丁，并有意愿承认卢甘斯克人民共和国与顿涅茨克人民共和国。而在聯合國表決譴責俄羅斯逕自吞併烏東地區決議時，尼加拉瓜投下反對票。

### 外交机构
俄羅斯在马那瓜设有大使馆，也兼轄该国在 薩爾瓦多、 的相關事務。
 尼加拉瓜在莫斯科设有大使馆，也兼轄该国在 白俄羅斯、 亞美尼亞、 、 阿布哈茲、 南奥塞梯的相关事务。

## 军事交流
尼加拉瓜革命期间，苏联为尼加拉瓜提供了大量军事援助，2007年1月，尼加拉瓜重启了与俄罗斯的军事联系，开始向俄罗斯派遣陆空军留学生。2015年，两国签署军事协议，俄罗斯军舰获准进入尼加拉瓜海域协助尼加拉瓜政府打击贩毒等犯罪行为。同时，俄罗斯也将为尼加拉瓜军人提供培训。

## 旅遊

### 簽證

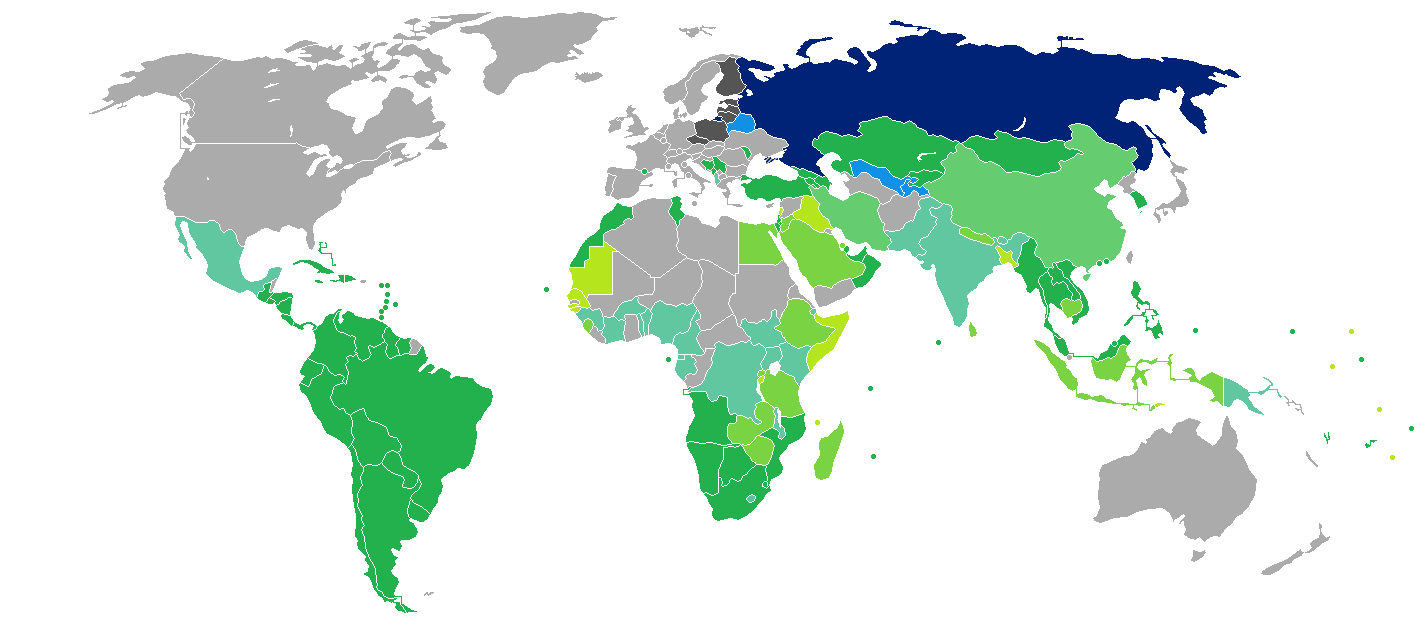
持俄罗斯護照的俄罗斯公民可以免簽證的方式入境尼加拉瓜。

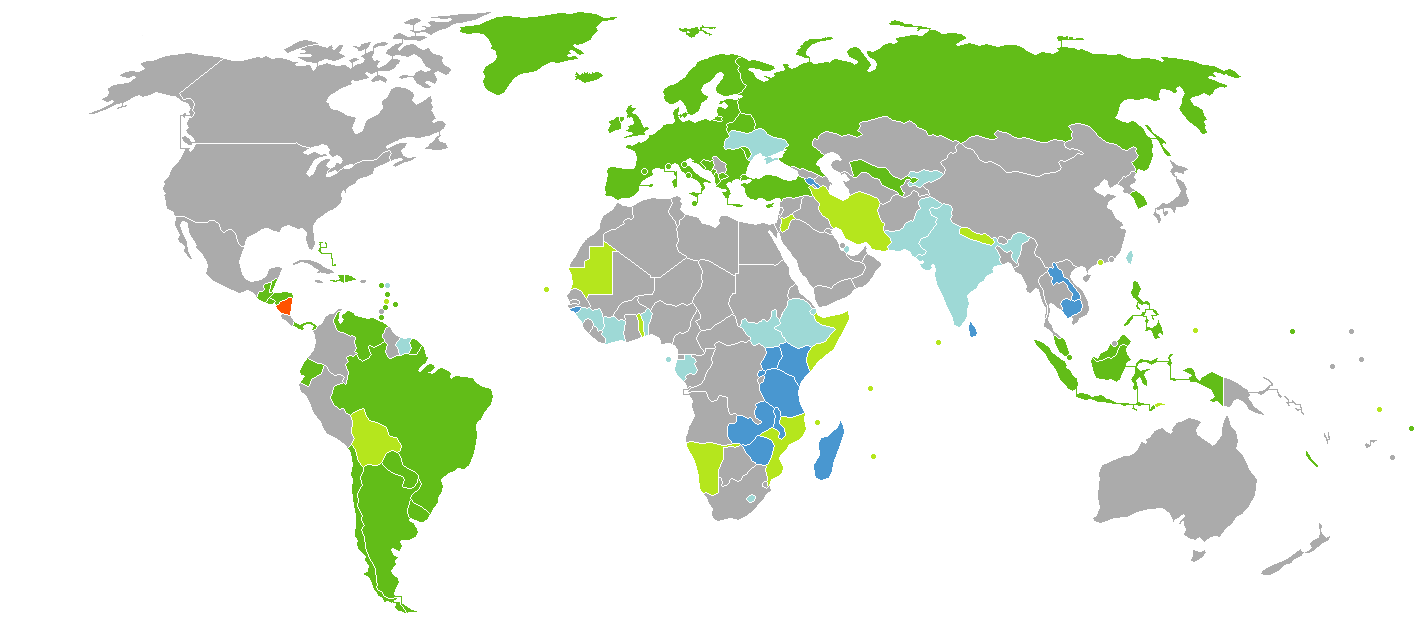
持尼加拉瓜護照的尼加拉瓜公民可以免簽證的方式入境俄羅斯。

- 自2009年起，[25]持有俄羅斯護照的俄罗斯公民享有90天免簽證，在入境移民關時只須購買觀光卡(每份10美元)，即可停留。中美洲薩爾瓦多、瓜地馬拉、尼加拉瓜及宏都拉斯四國簽署之單一簽證協定自2007年10月25日生效，即由該四國任何一國所核發之簽證將適用於自由進出該四國。[26][27]

- 自2009年起，持尼加拉瓜護照（英语：Nicaraguan passport）的尼加拉瓜公民（英语：Demographics of Nicaragua）可以免簽證入境俄罗斯，[28]在任意180日内在俄停留最多90日。[29]

## 经贸合作
两国拥有相对紧密的经贸合作关系，近年来，尼加拉瓜也向俄罗斯高爾基汽車廠等汽车企业进口了大量的公交车，用以替代长期充当大众交通工具的老旧的美国校车。

### 俄罗斯援助
在尼加拉瓜革命期间，前苏联为桑地诺民族解放阵线提供了大量人道主义援助，随着奥尔特加重新当选总统，俄罗斯加强了对尼加拉瓜的援助。此外，两国在航天科学领域也拥有良好的合作关系，俄羅斯航太也被允许在尼加拉瓜部署格洛纳斯系统地面站。

## 外部連結
- 俄罗斯驻尼加拉瓜大使馆官方网站 （页面存档备份，存于）